# Philipp Otto Runge
Philipp Otto Runge (født 23. juli 1777 i Wolgast, død 2. december 1810 i Hamburg) var en tysk maler.
Runge var elev af Heinrich Joachim Herterich og Gerdt Hardorff den ældre i Hamburg (der mere havde virket ansporende end belærende), for en kort tid af Københavns Akademi (1799—1800) — så kort, at han ikke fik tilegnet sig Jens Juels og Nicolai Abildgaards tekniske anvisninger. Efter dette studerede han i perioden 1801-1804 under Anton Graff i Dresden ved Kunstakademiet, hvor han genoptog kontakten med romantikere, især til Caspar David Friedrich og Johann Gottfried Quistorp. På en rejse til Weimar, mødte han Johann Wolfgang von Goethe og lærte ham at kende.
Han blev ved århundredeskiftet af kunsthistorikere som Alfred Lichtwark draget frem af halv glemsel. Hans betydning er vel større kunsthistorisk end kunstnerisk; i sin korte levetid fik han ikke malet så meget, og der hersker gerne i hans kunst et misforhold mellem hans kunnen — den sikre skoling — og hans højtstræbende ånd, der droges af den weimarske kunstæstetik, Goethe og Runge kom i nært forhold til hinanden. Når man har villet gøre ham til en forløber for impressionismen, ligger berettigelsen hertil væsentlig i hans egne udtalelser om lys og farver, mindre i hans egen kunst, hvor der højest spores en stræben, i retning af frilys-maleri. En stærk romantisk naturstemning træder frem i hans store tegninger af dagens tider (kun Morgen blev delvis til maleri). En mængde ses nu i Hamburger Kunsthalle: det udmærkede portræt af kunstneren med familie, den karakteristiske allegoriske komposition Morgen, de hülsenbeckske børn og mange andre, en ærlig kunst, der synes mærkelig uberørt og umaniereret. Den umiddelbare og naive naturiagttagelse, der titter frem i Runges kunst midt i den datidige malerkunsts akademiske cadence, fik en tid ikke så ringe betydning for hamburgsk kunst.
I sine skrifter (udgave 1 2 bind. 1840, Philipp Otto Runge’s Schriften in Auswahl, Berlin, 1915, Philipp Otto Runge. Bilder und Bekenntnisse. Herausgegeben und eingeleitet von Gustav Pauli. Furche-Verlag, Berlin, 1918) giver han sine kunstneriske reformkrav et skarpere og mere bevidst udtryk; han skrev også et farveteoretisk værk: Farbenkugel, 1810.